# Armand Marchant
Armand Marchant (* 14. Dezember 1997 in Lüttich) ist ein belgischer Skirennläufer. Er ist auf die Disziplinen Slalom und Riesenslalom spezialisiert.

## Biografie
Marchant stammt aus Thimister im Osten Walloniens (zwischen Lüttich und Aachen gelegen). Das Skifahren erlernte er im Alter von drei Jahren. Er trat dem Skiclub von Malmedy bei und wurde als Achtjähriger in das Förderprogramm des belgischen Skiverbandes aufgenommen. Seit 2009 wird er vom ehemaligen französischen Skirennläufer Raphaël Burtin trainiert. In der Folge gewann er mehrere Juniorenmeistertitel und erreichte 2013 beim Trofeo Topolino den fünften Platz. Allmählich begann er sich auf Slalom und Riesenslalom zu spezialisieren.
Als 16-Jähriger begann Marchant im Dezember 2013 an FIS-Rennen teilzunehmen, wobei er in allen Disziplinen an den Start ging. Die ersten Einsätze im Europacup folgten im November 2014. Sein Debüt im Weltcup hatte er am 21. Dezember 2014 im Riesenslalom von Alta Badia, wo er im ersten Lauf nicht ins Ziel kam. Einen Monat später nahm er am European Youth Olympic Festival in Malbun teil und gewann dort die Bronzemedaille im Riesenslalom. Bei den anschließenden Weltmeisterschaften 2015 in Vail belegte er im Riesenslalom den 41. Platz. Im März 2015 siegte er erstmals in einem FIS-Rennen. Bei den Juniorenweltmeisterschaften 2016 in Sotschi war ein achter Platz sein bestes Ergebnis.
Beim Weltcupslalom auf der Face de Bellevarde in Val-d’Isère am 11. Dezember 2016 war Marchant der jüngste Teilnehmer. Mit der hohen Startnummer 65 fuhr er überraschend auf den 18. Platz und gewann als erster Belgier überhaupt Weltcuppunkte. Beim Riesenslalom von Adelboden am Chuenisbärgli am 7. Januar 2017 stürzte Marchant und brach sich dabei den Schienbeinkopf am linken Bein, woraufhin er die restliche Saison pausieren musste. Auch in den zwei darauf folgenden Wintern konnte er kein einziges Rennen bestreiten; es drohte sogar das frühe Ende seiner Sportkarriere. Schließlich gab Marchant im August 2019 sein Comeback im Australia New Zealand Cup und erzielte dabei gleich drei Podestplätze (darunter einen Sieg), was für den dritten Platz in der Gesamtwertung reichte.
Am 24. November 2019, nach fast drei Jahren Unterbrechung, nahm Marchant wieder an Weltcuprennen teil, wobei er mit Platz 28 im Slalom von Levi sogleich wieder in die Punkteränge fuhr. Wenige Wochen später erreichte er mit Platz 5 beim Slalom von Zagreb am 5. Januar 2020 sein bislang bestes Weltcup-Ergebnis: Mit Startnummer 40 erzielte er dabei im zweiten Durchgang die Laufbestzeit, auf das Podest fehlten ihm nur 20 Hundertstelsekunden. Weitere Platzierungen unter den besten Zehn erreichte er im Dezember 2021 in Val d'Isere (Rang 7) sowie im Januar 2025 in Schladming (Rang 10). 
Bei den Olympischen Winterspielen 2022 in Peking erreichte Marchant mit Rang 22 das beste Ergebnis eines belgischen Skirennläufers bei Olympischen Winterspielen. Zuvor war dies ein 22. Platz von Henri Mollin aus dem Jahr 1980 gewesen. Schon im Jahr zuvor hatte er bei der Ski-Weltmeisterschaft 2021 in Cortina d’Ampezzo für die erste Top-10-Platzierung eines belgischen Läufers bei Weltmeisterschaften gesorgt.

## Erfolge

### Olympische Spiele
- Peking 2022: 22. Slalom

### Weltmeisterschaften
- Vail/Beaver Creek 2015: 41. Riesenslalom
- Cortina d’Ampezzo 2021: 10. Slalom
- Courchevel 2023: 12. Mannschaftswettbewerb, 25. Slalom

### Weltcup
- 3 Platzierungen unter den besten zehn

### Weltcupwertungen
| Saison  | Gesamt | Gesamt | Slalom | Slalom | Parallel | Parallel |
| Saison  | Platz  | Punkte | Platz  | Punkte | Platz    | Punkte   |
| ------- | ------ | ------ | ------ | ------ | -------- | -------- |
| 2016/17 | 129.   | 13     | 49.    | 13     | –        | –        |
| 2019/20 | 87.    | 69     | 30.    | 69     | –        | –        |
| 2020/21 | 109.   | 27     | 37.    | 27     | –        | –        |
| 2021/22 | 76.    | 86     | 29.    | 71     | 16.      | 15       |
| 2022/23 | 99.    | 46     | 33.    | 46     | –        | –        |
| 2023/24 | 90.    | 48     | 30.    | 48     | –        | –        |
| 2024/25 | 55.    | 153    | 21.    | 153    | –        | –        |

### Juniorenweltmeisterschaften
- Jasná 2014: 35. Slalom, 49. Super-Kombination, 72. Super-G, 80. Abfahrt
- Hafjell 2015: 28. Slalom, 33. Kombination, 46. Riesenslalom, 52. Super-G, 53. Abfahrt
- Sotschi 2016: 8. Kombination, 9. Slalom, 23. Riesenslalom, 33. Super-G, 45. Abfahrt

### Weitere Erfolge
- Europacup: 2 Platzierungen unter den besten 30
- Australia New Zealand Cup: 3 Podestplätze, darunter 1 Sieg
- South America Cup: 4 Podestplätze, darunter 1 Sieg
- 1 Sieg in FIS-Rennen
- European Youth Olympic Festival 2015: 3. Riesenslalom